# Йозеф Бармош
Йозеф Бармош (чеськ. Jozef Barmoš, нар. 28 серпня 1954, Шурани) — чехословацький футболіст, що грав на позиції захисника. По завершенні ігрової кар'єри — словацький футбольний тренер.
Виступав майже усю кар'єру за «Інтер» (Братислава), крім того у одному сезоні грав за «Дуклу» (Прага), з якою став чемпіоном країни, а наприкінці пограв у Бельгії за «Расінг Джет». Також виступав за національну збірну Чехословаччини, у складі якої виграв чемпіонат Європи.
По завершенні ігрової кар'єри також багато часу був пов'язаний з «Інтером» (Братислава), де працював як тренер, функціонер і навіть президент.

## Клубна кар'єра
Народився 28 серпня 1954 року в місті Шурани. Вихованець футбольної школи клубу «Дружстевник» (Бешеново). У дорослому футболі дебютував 1970 року виступами за команду клубу «Інтер» (Братислава), в якій провів вісім сезонів.
Протягом 1978—1979 років проходив військову службу у «Дуклі» (Прага), з якою став чемпіоном Чехословаччини.
1978 року повернувся до «Інтера» (Братислава), де відіграв ще шість сезонів, а завершував професійну кар'єру футболіста виступами за бельгійський «Расінг Джет», де грав у 1985—1989 роках, при цьому у сезонах 1986/87 та 1987/88 клуб грав у вищому дивізіоні країни.

## Виступи за збірну
Ще не маючи жодного матчу в у складі національної збірної Чехословаччини, Йозеф поїхав з командою у статусі резервного гравця на чемпіонат Європи 1976 року в Югославії, де на поле теж не виходив, втім здобув з командою титул континентального чемпіона.
Лише 9 листопада 1977 року він дебютував в офіційних іграх за збірну в товариському матчі проти Угорщини (1:1) і з наступного року став основним гравцем збірної. В цьому статусі він поїхав на наступний чемпіонат Європи 1980 року в Італії, на якому зіграв у всіх чотирьох іграх, а в матчі за 3-тє місце проти Італії (1:1) забив вирішальний дев'ятий післяматчевий пенальті (9:8), принісши своїй команді бронзові нагороди.
Через два роки поїхав і на чемпіонат світу 1982 року в Іспанії. Там Бармош також був основним гравцем, втім команда виступила невдало — після сенсаційної нічиєї з Кувейтом (1:1), чехословаки програли Англії (0:2), пропустивши один з м'ячів після автоголу Бармоша, а третя гра, що відбулась 24 червня 1982 року проти Франції, знову закінчилась внічию і стала останньою для Йозефа за збірну.
Протягом кар'єри у національній команді, яка тривала 7 років, провів у формі головної команди країни 52 матчі.

## Кар'єра тренера
Після закінчення кар'єри він став футбольним тренером і з 1989 по 1991 рік працював граючим тренером австрійської нижчолігової аматорської команди SV Sieghartskirchen.
Згодом Бармош повернувся на батьківщину, де став працювати у місцевій футбольній федерації, спочатку очолюючи збірну Словаччини до 19 років, де працював 4 роки до 1995 року, після чого 1998 року був тренером збірної Словаччини до 21 року і асистентом національної збірної в штабі Йозефа Янкеха.
У 1999—2000 роках очолював «Жиліну», а потім працював в 2001—2005 роках генеральним менеджером «Інтера» (Братислава). За цей час команда стала чемпіоном та переможцем Кубка Словаччини.
У період з 2006 по 2008 років Бармош знову працював з молодіжними командами своєї крани, спочатку зі збірною до 20 років, а потім і 21 років.
З 2009 року став президентом відновленого «Інтера» (Братислава), який розпочав грати у шостому за рівнем дивізіоні країни. Бармош, що з перервами працював також і головним тренером команди, допоміг клубу кілька разів підвищитись у класі, вийшовши до другого за рівнем дивізіону країни.

## Титули і досягнення

### Як гравця
- Чемпіон Чехословаччини (1):

«Дукла» (Прага): 1988–89
- Чемпіон Європи (1):

Чехословаччина: 1976

## Особисте життя
Одружений, двоє дітей. Син Павол також був професійним футболістом і грав у Словаччині, Литві та Австрії.
У 2010 році брав участь у парламентських виборах до Національної Ради Словаччини від партії «Союз — Партія за Словаччину», втім вона не пройшла 5 % бар'єр.